# 2162.
◄ | 21. stoljeće | 22. stoljeće | 23. stoljeće | ►
◄ | 2130-ih | 2140-ih | 2150-ih | 2160-ih | 2170-ih | 2180-ih | 2190-ih | ►
◄◄ | ◄ | 2159. | 2160. | 2161. | 2162. | 2163. | 2164. | 2165. | ► | ►►
Astronomija

## Događaji
- 2162. ili kasnije: Očekuje se da će satelit Envisat, proglašen mrtvim 2012. godine, izaći iz orbite i izgorjeti u atmosferi najranije u 2162.